# めがみさま
『めがみさま』は、2017年6月10日公開の日本の映画。監督は宮岡太郎。主演は松井玲奈と新川優愛。
メディアミックス・ジャパンによる「日本全国各都道府県の1つの地域にスポットを当てて映画を制作し、地域で公開する」というコンセプトの企画「Mシネマ」の第2弾作品で、松井は同企画第1弾の『gift』に続く主演となる。埼玉県北部をイメージして制作された本作は深谷市など埼玉県内の各所にて撮影が行われ、同県出身の新川優愛、廣瀬智紀が出演、同県出身の宮岡太郎が監督を務めている。

## 登場人物
佐倉 理華
演 - 松井玲奈
ラブ
演 - 新川優愛
川崎 拓海
演 - 廣瀬智紀
三坂 あゆみ
演 - 梅舟惟永
鹿島
演 - 西沢仁太
相田
演 - 西丸優子
高鷲 尚美
演 - 片山萌美
ショップ店員
演 - 鈴木ちなみ（友情出演）
佐倉 市絵
演 - 筒井真理子（特別出演）
尾沢欽一
演 - 尾美としのり

## スタッフ
- 監督 - 宮岡太郎
- 脚本 - 大月もも
- 企画 - 東城祐司、谷口元一
- プロデューサー - 浅井千瑞、村田泰介
- 撮影 - 根岸憲一
- 照明 - 大久保礼司
- 録音 - 吉方淳二
- 美術 - 丸山信太郎
- 衣装 - 藤木伊佐子
- ヘアメイク - 澤田梨沙
- 音楽 - 松本淳一
- 主題歌 - SHE'S「Ghost」
- 助監督 - 坂本栄隆
- 制作担当 - 猪怜美
- 製作 - 2017 Mcinema
- 配給・制作 - メディアミックス・ジャパン